# قائمة سفراء دولة فلسطين لدى الهند
سفير دولة فلسطين لدى الهند هو ممثل دولة فلسطين الرسمي لدى دولة الهند. يقع مقر السفارة في الحي الدبلوماسي في شاناكيا بوريفي نيودلهي.

## قائمة السفراء
| رئيس البعثة الدبلوماسية                                                                                                 | تاريخ الاعتماد الدبلوماسي | تاريخ الانتهاء | رئيس دولة فلسطين | رئيس وزراء الهند    | ملاحظات                                                 |
| --- | ------------------------- | -------------- | ---------------- | ------------------- | ------------------------------------------------------- |
| افتتح مكتب ممثلية منظمة التحرير الفلسطينية في نيودلهي في يناير 1974، وفي عام 1988 تحول إلى سفارة دولة فلسطين لدى الهند. |                           |                |                  |                     |                                                         |
| خالد حسن محمد الشيخ حسن                                                                                                 | 1983                      | يناير 2003     | ياسر عرفات       | أتال بيهاري فاجبايي |                                                         |
| أسامة موسى علي موسى (أسامة العلي)                                                                                       | 16 أبريل 2003             | 2009           | ياسر عرفات       | أتال بيهاري فاجبايي | [ 5 ]                                                   |
| عدلي شعبان حسن صادق | 24 سبتمبر 2009            | 2014           | محمود عباس       | مانموهان سينغ       | كان سفيرًا لدولة فلسطين لدى رومانيا بين عامي 2006 و2008. |
| عدنان محمد جبر أبو الهيجا                                                                                               | 25 سبتمبر 2014            | 2025           | محمود عباس       | ناريندرا مودي       |                                                         |
| عبد الله أبو شاويش (Q122039039)                                                                                         | 20 فبراير 2025            | لا يزال        | محمود عباس       | ناريندرا مودي       | كان سفيرًا لدولة فلسطين لدى نيجيريا بين عامي 2022 و2025. |